# Zamek w Mirowie
Zamek w Mirowie – ruiny zamku leżącego na Jurze Krakowsko-Częstochowskiej, wybudowanego w systemie tzw. Orlich Gniazd, we wsi Mirów w województwie śląskim, w powiecie myszkowskim  .

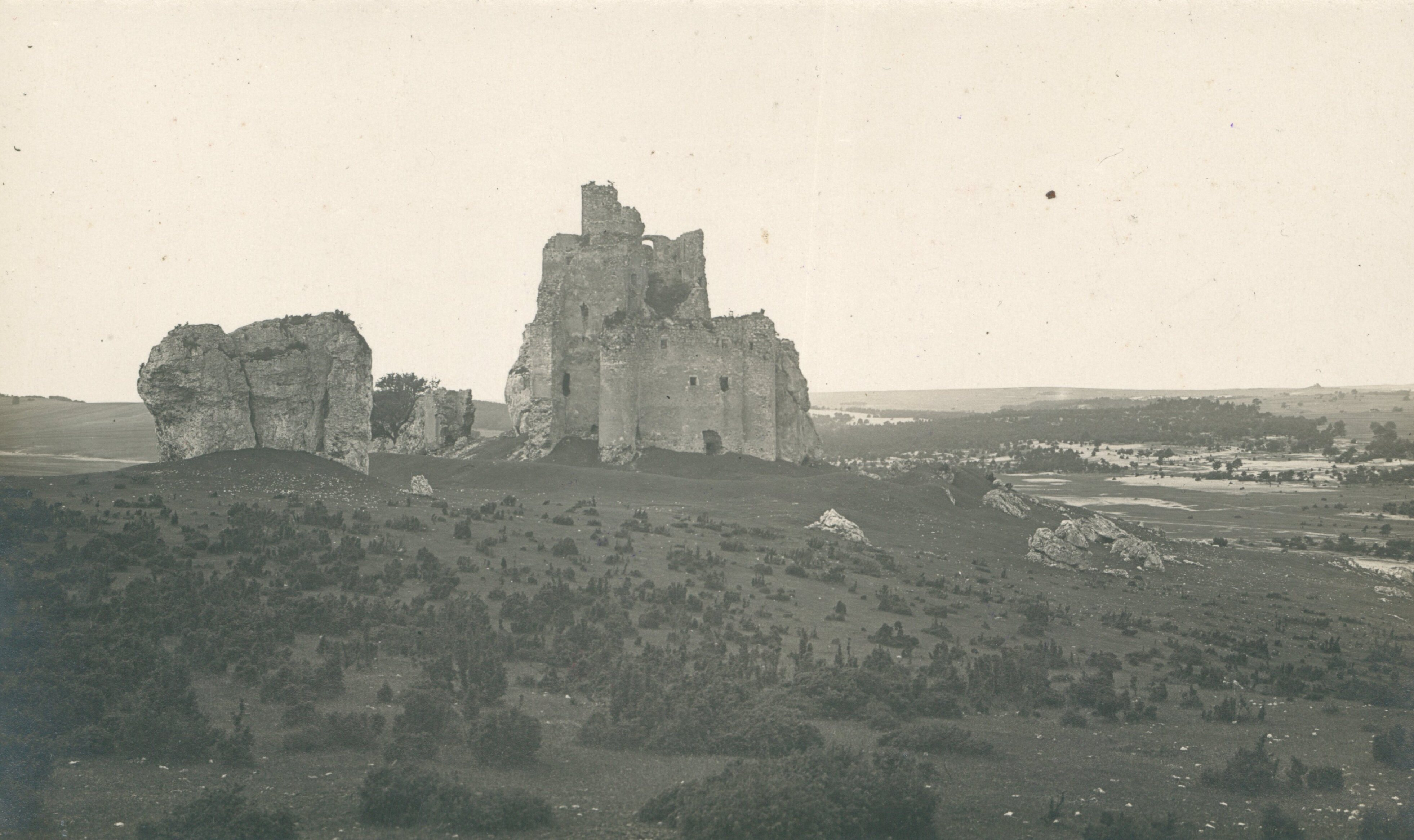
Ruiny zamku przed 1932

Zamek w Mirowie stanowi przykład średniowiecznego zamku obronnego zaadaptowanego do celów mieszkalnych. Powierzchnia zamku wynosiła pierwotnie ok. 270 m². W wyniku rozbudowy podjętej przez kolejnych właścicieli powierzchnia budowli rozrosła się do 1200 m². Zamek otaczał mur obwodowy, był otoczony fosą, a na wewnętrzny dziedziniec prowadziła brama .

## Nazwa
Zamek oraz folwark zamkowy wymieniony został po raz pierwszy w 1399 jako Mirow, 1439 castrum seu fortalicium Mijrow, 1476 predium… castri Mirow, 1492 Myrow, 1502 Myrov, 1523 Mirzow, 1530 Myrowo, 1545 Mierow .

## Historia
Zamek w Mirowie został zbudowany w czasach Kazimierza Wielkiego około połowy XIV wieku obok wsi Mirów, lokowanej na prawie polskim .
Historycy przypuszczają, że już wcześniej istniały w tym miejscu zabudowania drewniano-ziemne. Początkowo warownię tworzyła kamienna strażnica podległa pod pobliski zamek w Bobolicach, która wraz z nim wchodziła w skład systemu obronnego znanego dziś jako Orle Gniazda. Strażnica ta należała do szlacheckiego rodu Lisów, którzy byli również właścicielami pobliskiego zamku w Koziegłowach. Jako pierwsi zainicjowali oni rozbudowę umocnień do formy rycerskiego zamku. W 1378 warownia ta nadana została jako lenno Władysławowi Opolczykowi przez Ludwika Węgierskiego, jednak za prowadzenie wrogiej Polsce polityki Władysław Jagiełło odebrał ją w 1396.
Jedna z pierwszych wzmianek odnotowuje Sassina, który w latach 1401–1405 był pierwszym burgrabią Mirowa. Zarządzał on zamkiem w imieniu właściciela – kasztelana sądeckiego Krystyna z Kozichgłów. W 1416 dokumenty sądowe wymieniają kolejnego burgrabiego mirowskiego o imieniu Polanis, który prowadził spór z plebanem ze Zrębic. W 1424 Władysław Jagiełło na prośby Krystyna przeniósł jego wsie leżące w ziemi krakowskiej: Choroń, Oltowiec, Mirów, Kotowice, Postawczowice, Jaworznik, Dupice, Żerkowice, Siamoszyce, Giebołtów, Kowalów i Kowalików z prawa polskiego na prawo średzkie  .
W latach 1439–1445 właścicielem zamku był Krystyn II z Koziegłów. W latach 1445–1473 dziedzicem Mirowa był Jan Hińcza z Rogowa, a po jego śmierci zamek objęła jako oprawę wdowią jego żona Dorota Koziegłowska, córka Krystyna II.
Wg innych źródeł w 1442 r. dobra mirowskie nabył Piotr z Bnina i zapoczątkował rozbudowę zamku . W 1456 zamek mirowski wystawił 3 pieszych oraz wspólnie z zamkami: Ogrodzieniec, Bobolice i Bąkowiec wóz z 2 działami na wojnę trzynastoletnią jaka odbywała się pomiędzy państwem zakonu krzyżackiego a Koroną Królestwa Polskiego .
Kontynuowali ją następni właściciele – Myszkowscy herbu Jastrzębiec, którzy nabyli zamek w 1489. Przenieśli oni do Mirowa swoją siedzibę rodową (pisząc się później „Margrabiami na Mirowie” – tytuł „Marchio de Mirow” nadał im papież w 1596 – chodziło im jednakże o inny Mirów zbudowany w 1592, od 1601 związany z Ordynacją Pińczowską). Za ich czasu zamek podwyższono oraz zbudowano wieżę mieszkalną. Jednakże ograniczone możliwości rozbudowy spowodowały, że Myszkowscy przenieśli się do nowej, wygodniejszej siedziby. Zamek przeszedł w ręce Piotra Korycińskiego, a następnie rodziny Męcińskich .
Zamek w Mirowie mocno ucierpiał podczas potopu szwedzkiego, kiedy zniszczono znaczną część murów. Mimo podjętych przez właścicieli prac remontowych powoli popadał w ruinę i ostatecznie został opuszczony w 1787 r. Warownia stała się źródłem kamiennego budulca dla okolicznych mieszkańców, co przyspieszyło jej spustoszenie. W XIX wieku zamek został po raz pierwszy zinwentaryzowany. Nie miał już wówczas dachów, a mury w wielu miejscach były zawalone. W 1934 runęła ściana południowa zamku .

## Architektura

### Faza I (XIV wiek)
Zamek składał się od początku z części górnej i części dolnej, które były wydzielone murami łączącymi naturalne skały wapienne – od wschodu (wokół dziedzińca I), a następnie od północnego zachodu (wydzielając dziedziniec II). Obie te części zamku dolnego posiadały własne bramy. 
W 2 połowie XIV wieku lub w początku wieku XV powstał dziedziniec III od południa, wydzielony murem kurtynowym i z bramą. Zamek z uwagi na niewielką ilość pomieszczeń użytkowych nie był rezydencją rycerską, lecz miał charakter militarnej strażnicy.

### Faza II (XV wiek)
W 1 połowie XV wieku zamek został przystosowany do celów mieszkalnych przez dobudowę pomieszczenia mieszkalnego na zamku górnym, a w dalszym etapie (2 poł. XV w.) przez zabudowę przypuszczalnie przez Myszkowskich dziedzińca zamku górnego oraz budowę wieży mieszkalnej w południowej części dziedzińca I. Wtedy podniesiono o ok. 9 m mur kurtynowy dziedzińca I. Dodatkowo przed otworem bramy dziedzińca III wzniesiono dwukondygnacyjny budynek z bramą.

### Faza III (XVI wiek)
W 2 poł. XVI w., powstała m.in. na zamku górnym owalna wieża w jego części południowo-zachodniej oraz dodano skarpy do wieży mieszkalnej.

### Faza IV (XVII wiek)
W ostatniej fazie, w 1 poł. XVII w., podniesiono o 1 kondygnację zamek górny i wieżę mieszkalną. Najprawdopodobniej w 2 poł. XVII wieku zamek stopniowo zaczął ulegać destrukcji i został opuszczony.

## Okres powojenny
Zamek został objęty ochroną konserwatorską w okresie PRL .
Na zamku zrealizowano część zdjęć do filmu "Nad rzeką, której nie ma" w reżyserii Andrzeja Barańskiego (1991).
W 2006 rodzina Laseckich – obecnych właścicieli zamku – rozpoczęła prace zabezpieczające, mające na celu ratowanie tego zabytku. Na zlecenie przedstawicieli rodziny, byłego senatora Jarosława W. Laseckiego i jego brata Dariusza Laseckiego, rozpoczęto szereg badań, na podstawie których opracowywany był optymalny sposób zabezpieczenia ruin. Prace odbywają się pod nadzorem specjalistów.
Od 2025 roku możliwe jest zwiedzanie wewnętrznego dziedzińca zamku, wraz z krużgankami. 

## Galeria

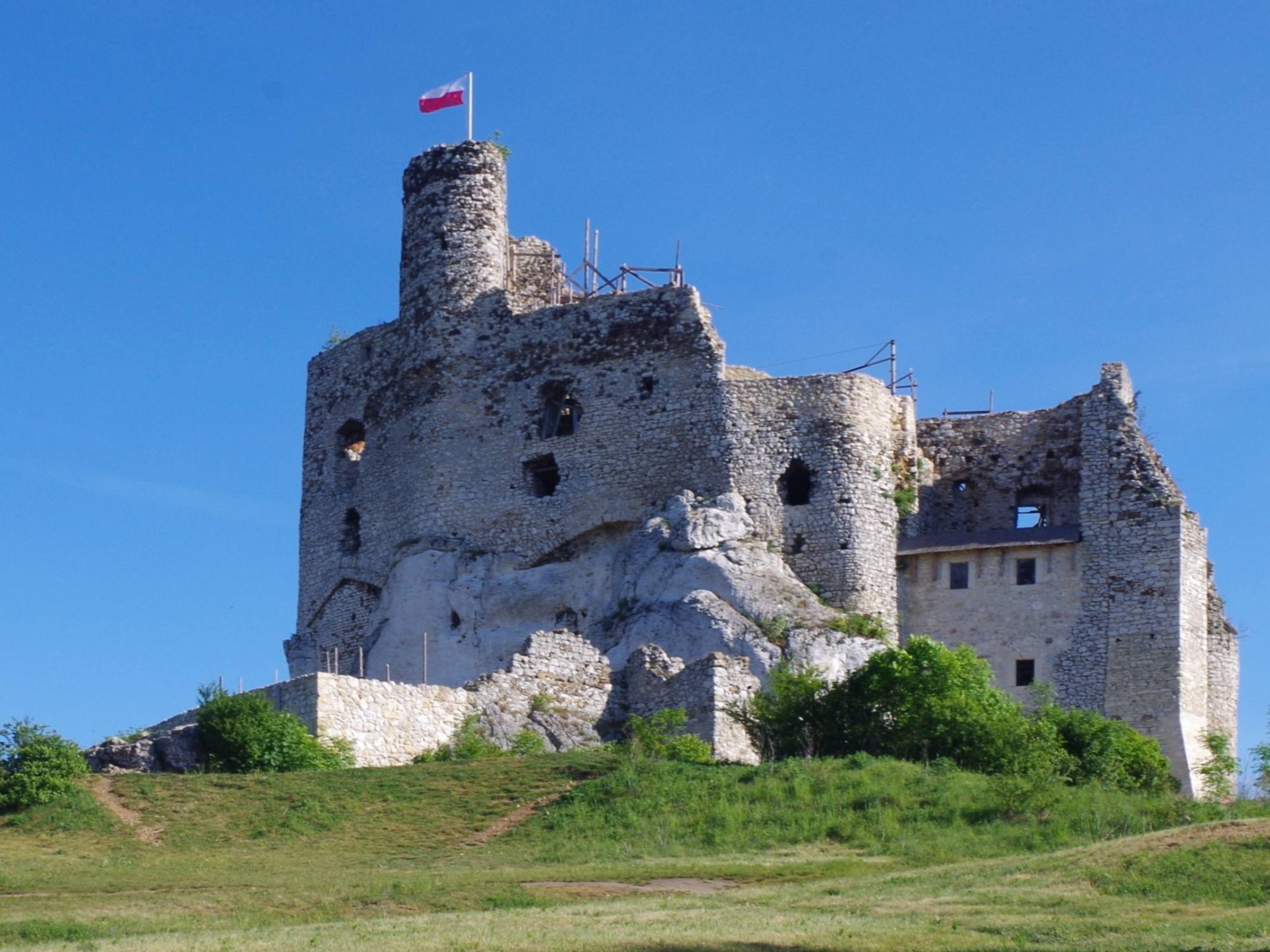
Zamek od południa
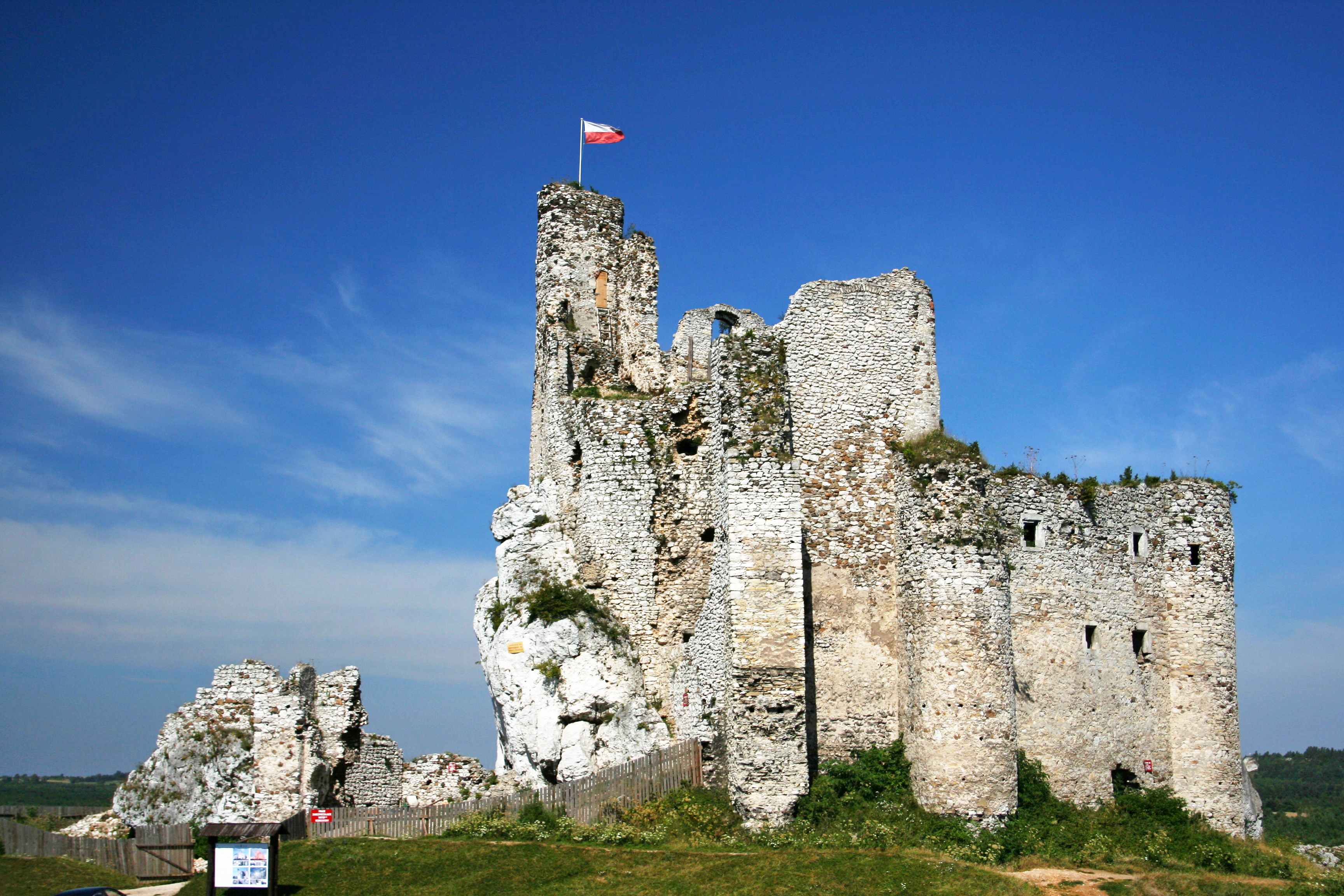
Widok zamku od strony wschodniej
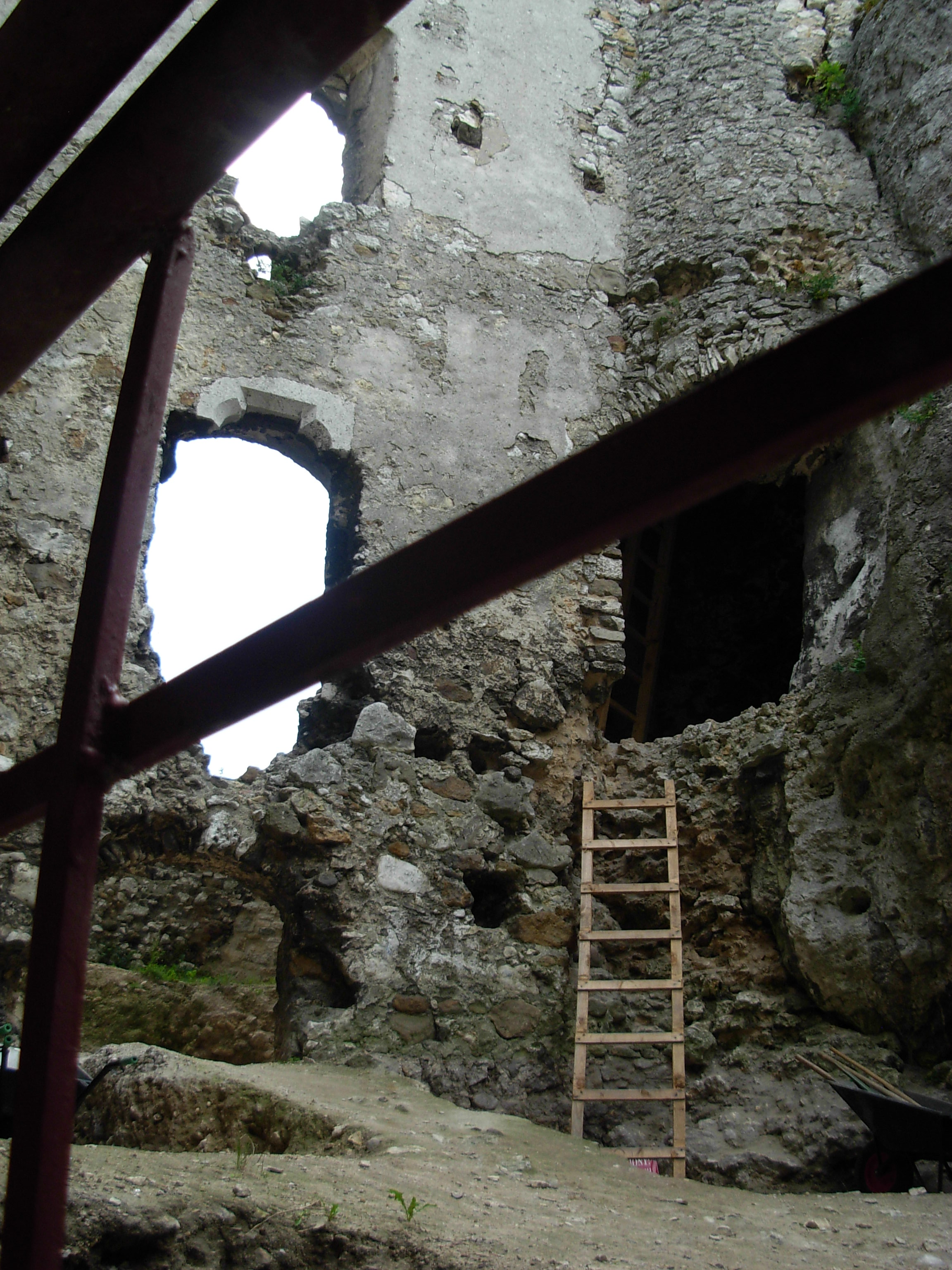
Fragment ruin zamku od wewnątrz
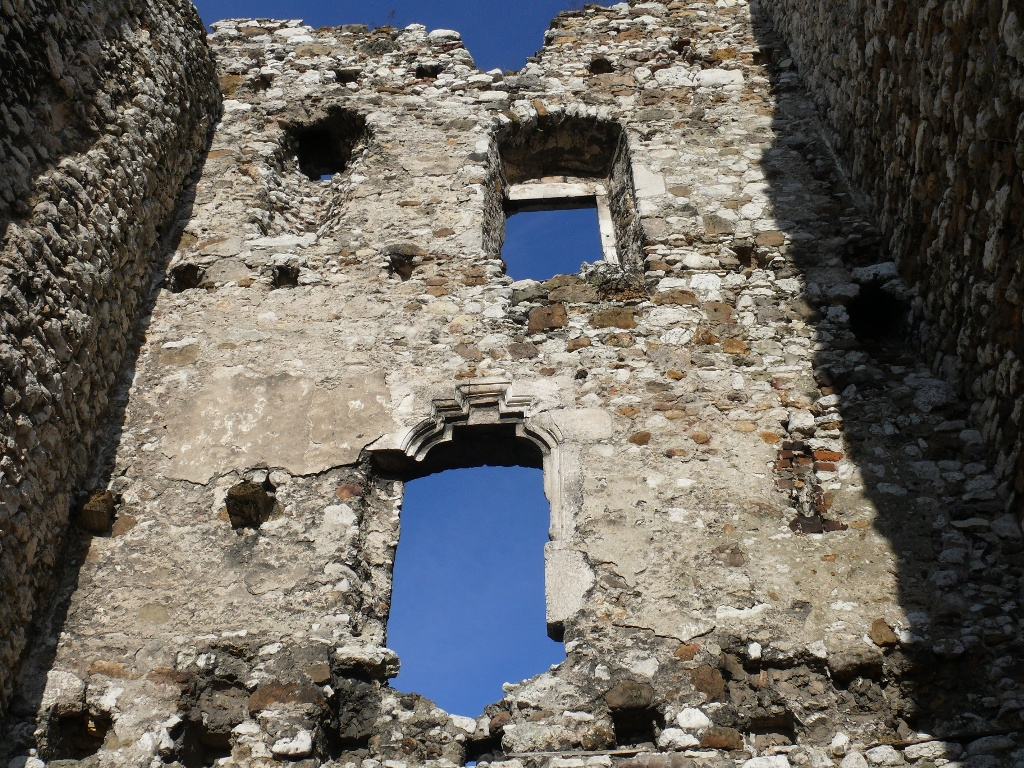
Ściana wieży mieszkalnej
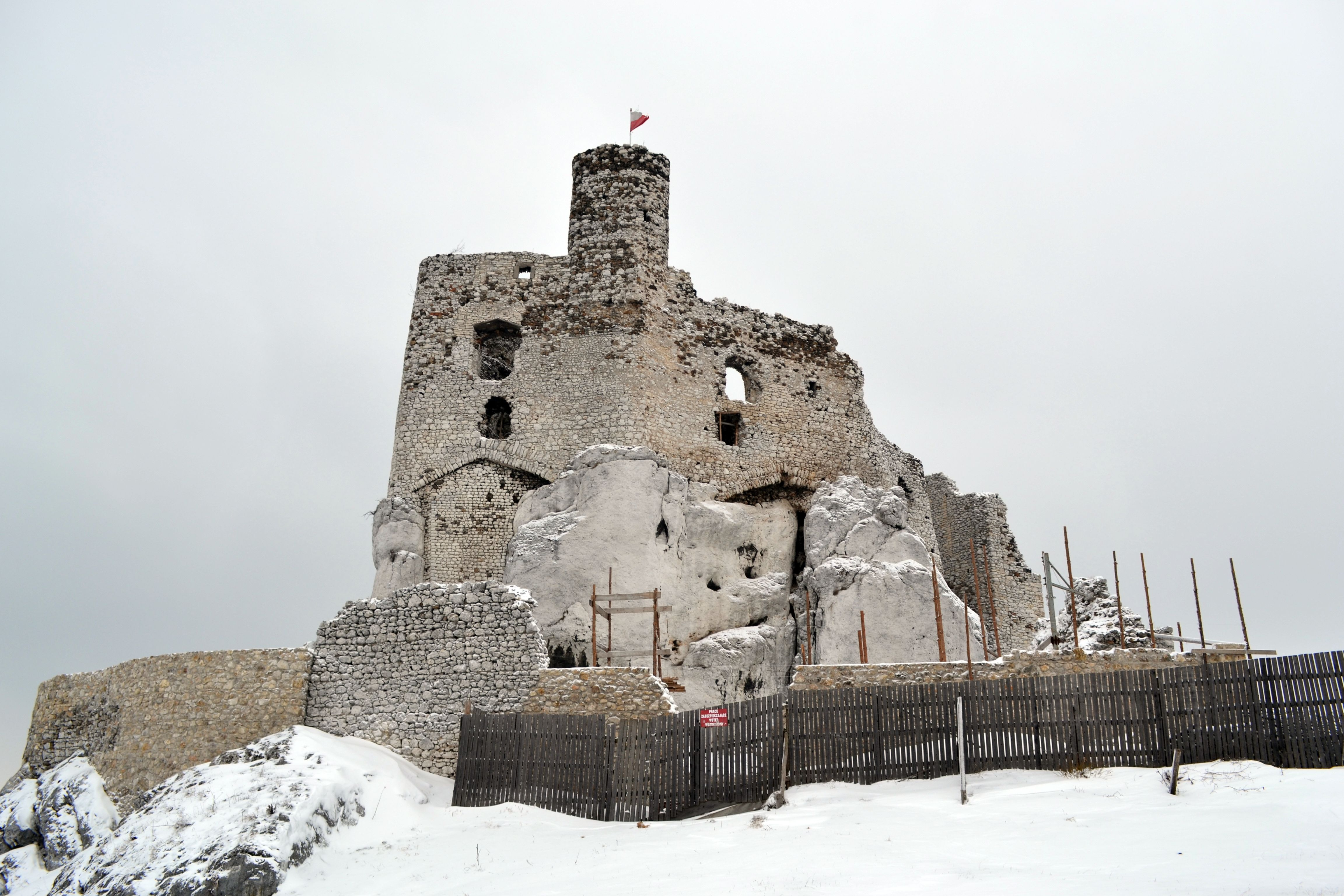
Zamek zimą
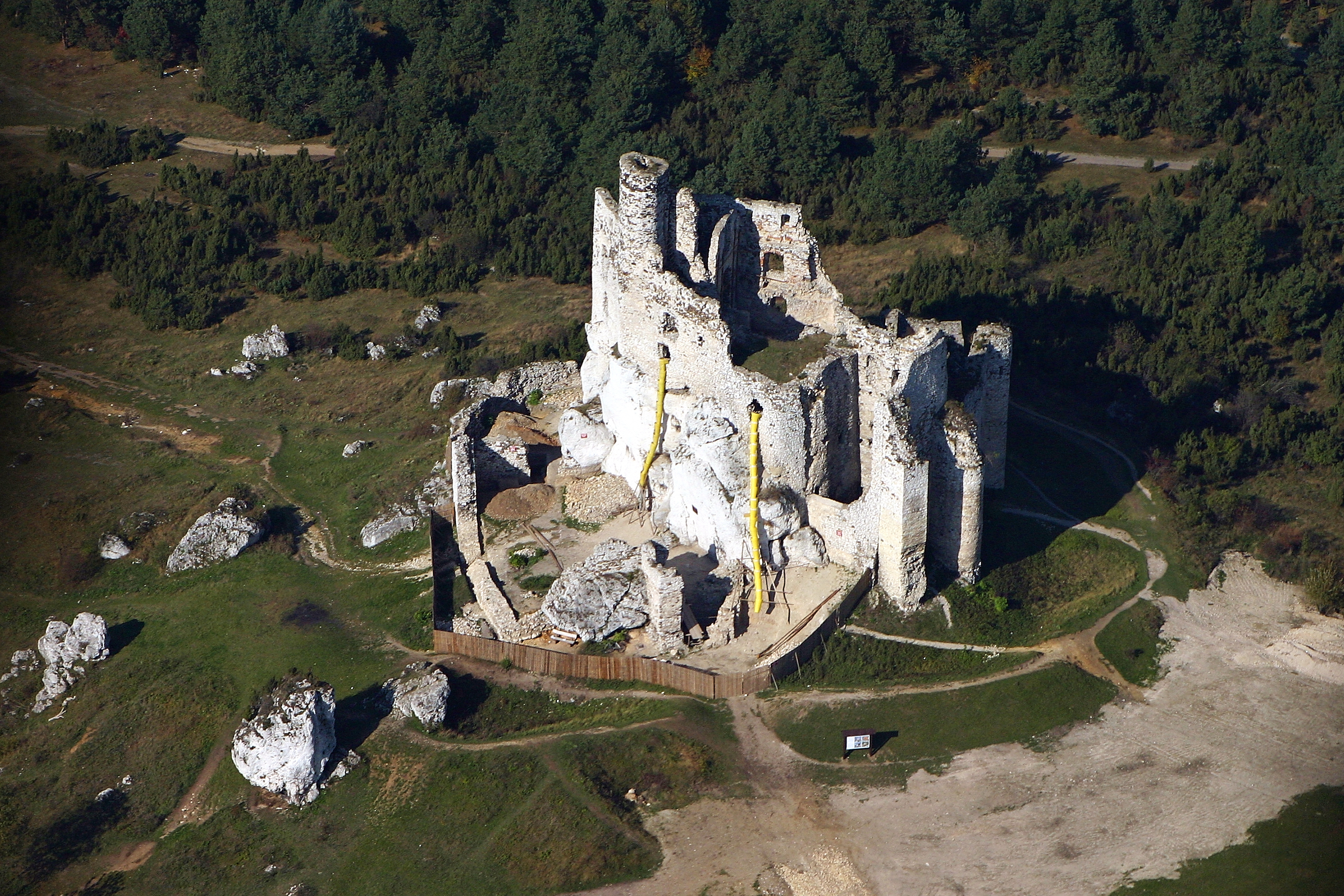
Widok z lotu ptaka
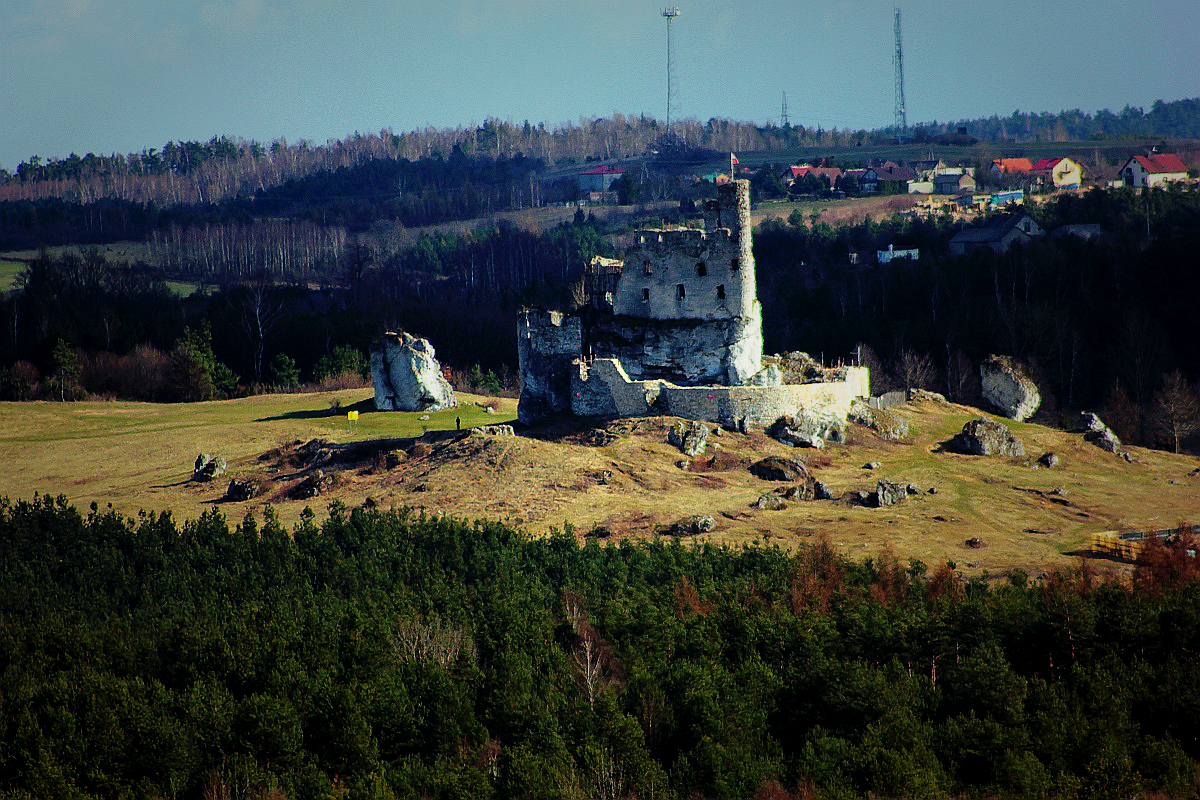
Widok z niedalekiego Łutowca
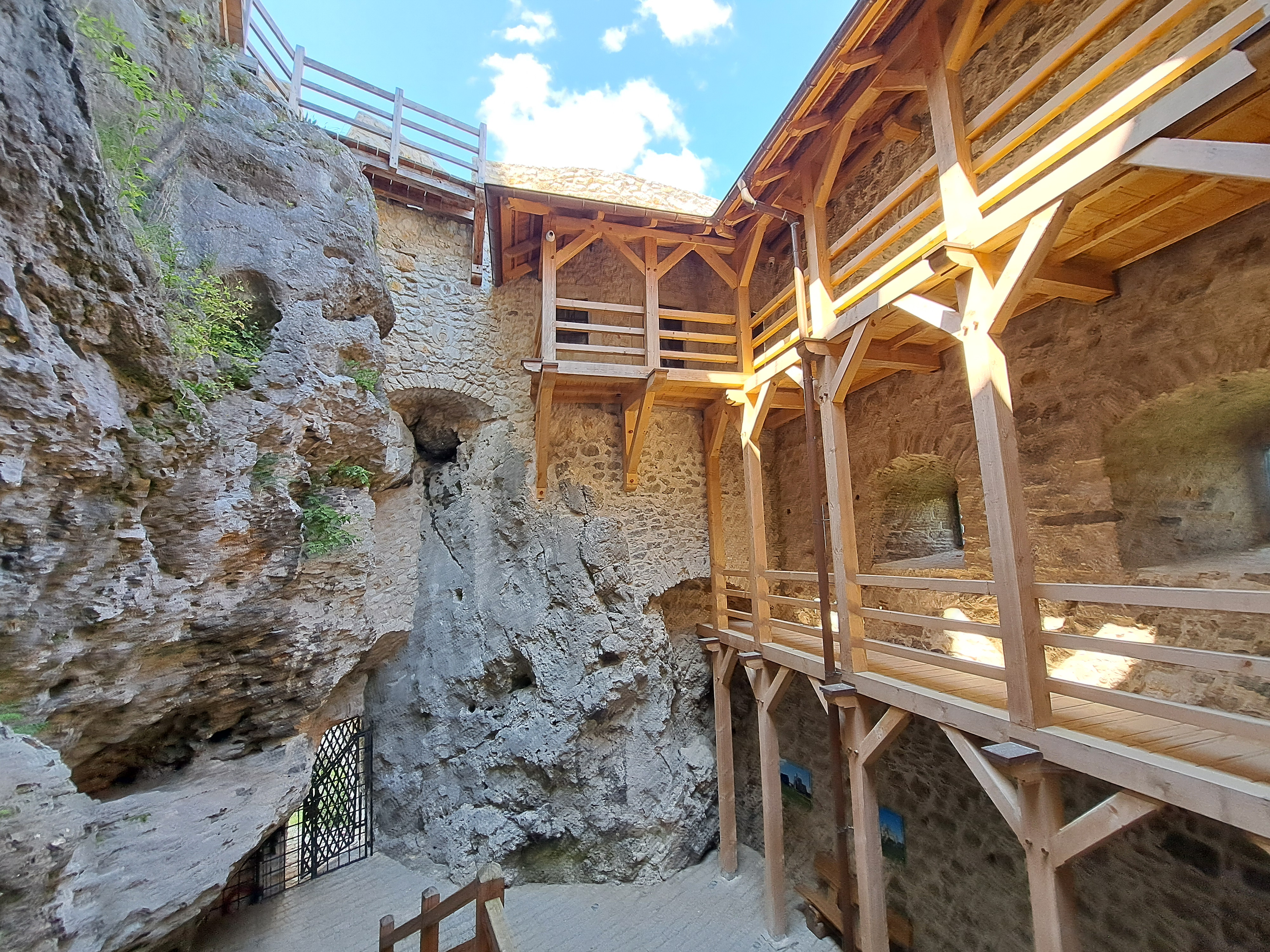
Widok wewnętrznego dziedzińca zamku - 2025 rok